# Raleigh (Dakota del Norte)
Raleigh es un lugar designado por el censo ubicado en el condado de Grant en el estado estadounidense de Dakota del Norte. En el censo de 2010 tenía una población de 12 habitantes y una densidad poblacional de 16,14 personas por km².

## Geografía
Raleigh se encuentra ubicado en las coordenadas 46°21′26″N 101°18′19″O / 46.35722, -101.30528. Según la Oficina del Censo de los Estados Unidos, Raleigh tiene una superficie total de 0.74 km², de la cual 0.74 km² corresponden a tierra firme y (0%) 0 km² es agua.

## Demografía
Según el censo de 2010, había 12 personas residiendo en Raleigh. La densidad de población era de 16,14 hab./km². De los 12 habitantes, Raleigh estaba compuesto por el 91.67% blancos, el 0% eran afroamericanos, el 8.33% eran amerindios, el 0% eran asiáticos, el 0% eran isleños del Pacífico, el 0% eran de otras razas y el 0% pertenecían a dos o más razas. Del total de la población el 0% eran hispanos o latinos de cualquier raza.